# Deadline at Dawn
Deadline at Dawn és una pel·lícula negra estatunidenca de Harold Clurman estrenada el 1946. Adaptació d'una novel·la de William Irish i produït per RKO Pictures, és sobretot destacable per a la fotografia de Nicholas Musuraca, els seus papers secundaris i les falses pistes del guió. És l'única pel·lícula del seu director (escenògraf de teatre).

## Argument
L'últim dia del seu permís a Nova York, un jove mariner (Bill Williams) es desperta amb una gran suma de diners a la butxaca. L'ha agafat a una dona amb la qual ha begut, però no recorda res més. I quan decideix tornar els diners, descobreix que la dona ha estat assassinada. Té fins a les sis del matí, hora de sortida del seu autocar, per provar la seva innocència, ajudat per una ballarina (Susan Hayward) i un taxista sagaç (Paul Lukas). La víctima no era ingènua i innocent, i malgrat el pocs indicis, els sospitosos són nombrosos.

## Repartiment
- Bill Williams: Alex Winkley, mariner
- Susan Hayward: June Goth, ballarina
- Paul Lukas: Gus Hoffman, taxista
- Lola Lane: Edna Bartelli (la víctima)
- Joseph Calleia: Vall Bartelli (el seu germà)
- Jerome Cowan: Lester Brady
- Marvin Miller: Sleepy Parsons (el cec)
- Osa Massen: Helen Robinson
- Joe Sawyer: Babe Doley
- Earle Hodgins: Barker
- Steven Geray: home amb guants
- Roman Bohnen: home amb un gat
- Billy Bletcher: un criat

## Producció
El diàleg conté la marca registrada de sortides gracioses d'Odets de Nova York. Per exemple, mentre balla en un club al principi de la pel·lícula, el personatge de Hayward compara la sala de ball amb una oficina de correus. Edna Bartelli saluda el seu exmarit dient, "No estàs mort encara?"
Hi ha moltes caracteritzacions de gent de ciutat gran en papers petits, com un cansat venedor de plàtans, un enfadat vigilant d'edifici, etc.Roman Bohnen apareix un moment, com a home afectat pel dolor d'un gat que mor.